# Heptamelus ochroleucus
Heptamelus ochroleucus är en stekelart som först beskrevs av Stephens 1835.  Heptamelus ochroleucus ingår i släktet Heptamelus, och familjen bladsteklar. Enligt den finländska rödlistan är arten nära hotad i Finland. Arten är reproducerande i Sverige. Artens livsmiljö är fuktiga lundar.